# Fabrice Jaumont
Pour les articles homonymes, voir Jaumont.
Fabrice Jaumont est un auteur, chercheur et éducateur français installé aux États-Unis depuis 1997.

## Biographie
Originaire de Valenciennes, dans les Hauts-de-France, Fabrice Jaumont a vécu en France puis en Irlande avant de s'installer aux États-Unis en 1997 à Boston, puis à New York où il fonde plusieurs programmes dont le French Heritage Language Program en 2005 et le French Dual Language Program en 2007 avec la Fondation FACE et l'Ambassade de France. Il lance une collecte de fonds pour pouvoir tripler le nombre de programmes bilingues en cinq ans à New York. Ces initiatives donneront naissances aux  French Dual Language Fund, fonds pour les filières bilingue inauguré par le Président Emmanuel Macron en 2017,. Il fonde en 2018 le Centre pour l'avancement des langues, de l'éducation et des communautés (CALEC) à New York et à Paris.

## Révolution bilingue
Avec plusieurs parents d'élèves français, il développe une approche qui implique la participation active des parents dans la construction de filières plurilingues dans les écoles, approche qui sera par la suite appelée la Révolution bilingue. Les premières filières bilingues francophones qui en découlent servent de modèles et suscitent l'attention de nombreux médias,,. Le New York Times le surnomme le « Parrain des filières d’immersion linguistique » en 2014. La même année, le journal Les Echos le nomme dans la liste de 150 Français qui font aimer la France pour ses efforts à promouvoir la langue française, en multipliant les classes bilingues dans les écoles publiques. Le livre qu'il publie sur ce sujet, La Révolution bilingue: le futur de l'éducation s'écrit en deux langues, donne la marche à suivre aux parents. Il est traduit en sept langues. La méthode décrite dans l'ouvrage a permis le développement de nombreuses filières bilingues dans plusieurs langues, en particulier l'italien,,,,, l'allemand, le russe, le japonais ou le polonais,,. En 2018, il est invité par le journal FrenchMorning à animer un podcast intitulé  Révolution bilingue dans lequel il échange avec des chercheurs et des praticiens sur les différents aspects du bilinguisme. Il est également invité à l'Assemblée nationale par le député Roland Lescure pour présenter son approche en France lors d'un colloque sur l'enseignement plurilingue.

## New York in French
En 2009, il lance la plateforme en ligne New York in French pour multiplier les échanges entre Francophones à New York et permettre aux familles de maintenir le français à la maison et trouver des solutions pour transmettre la langue aux enfants. Cette plateforme gratuite, apolitique, communautaire et ouverte à toutes les personnes intéressées par la langue française à New York et ses grands environs rassemble plus de 11 000 membres.

## Philanthropie américaine
Ses recherches examinent le rôle des fondations philanthropiques américaines et les nouvelles tendances qui en émergent, les conditions dans lesquelles la philanthropie peut être efficace, les impasses que les fondations rencontrent régulièrement et les contextes dans lesquels les acteurs de la philanthropie mondiale opèrent aujourd’hui. Ses publications dans ce domaine font le portrait des principales fondations qui investissent dans l’enseignement supérieur africain, celles qui ont une longue expérience du secteur ainsi que les plus récentes qui cherchent à y trouver une place. Plutôt que de présenter ces fondations comme des bienfaitrices venues sauver l’enseignement supérieur sur le continent, Fabrice Jaumont propose une vision nuancée qui cherche à mesurer leur impact réel sur les universités, ainsi que les partenariats “inégaux” qui s’établissent lorsqu’un des partenaires a plus de ressources que l’autre,,.Titulaire d’un doctorat en éducation internationale de New York University depuis 2014, avec une thèse sur les fondations américaines et leur influence sur les universités africaines, il est également affilié à la Fondation Maison des Sciences de l'homme pour ses travaux de recherche sur le rôle de la philanthropie dans le développement de l’éducation internationale. Il publie plusieurs livres et articles sur la philanthropie, notamment sur le rôle des fondations américaines dans le développement des universités en Afrique,.

## Publications
- (en) Conversations on Bilingualism. TBR Books, 2022, 182 p.  (ISBN 978-1-63607-217-3).
- (en) French All Around Us: French and Francophone Culture in the United States. TBR Books, 2022, 272 p.  (ISBN 978-1-63607-208-1) (avec Kathleen Stein-Smith)[31],[32].
- (en) The Gift of Languages : Paradigm Shift in Foreign Language Education, TBR Books, 2019, 150 p. (ISBN 978-1-947626-22-5) (avec Kathleen Stein-Smith)
- Partenaires inégaux, fondations américaines et universités en Afrique, Éditions de la maison des sciences de l'homme, 2018 (ISBN 978-2-7351-2400-8)
- (en) Stanley Kubrick : The Odysseys, 2018, 864 p. (ISBN 978-3-8365-5582-1)
- La Révolution bilingue : le futur de l'éducation s'écrit en deux langues, TBR Books, 2017, 200 p. (ISBN 978-1-947626-09-6, lire en ligne)[33],[34].
- (en) Unequal Partners : American Foundations and Higher Education Development in Africa, Palgrave Macmillan, 2016, 170 p. (ISBN 978-1-137-59346-7)
- (en) The Routledge Handbook of Heritage Language Education : Institutionalization of French Heritage Language Education in US School Systems: the French Heritage Language Program, 2017, 237-247 p.(avec Benoît Le Dévédec, Jane F Ross)
- (en) Facilitating higher education growth through fundraising and philanthropy, 2016 (ISBN 978-1-4666-9664-8) avec Henry C. Alphin Jr., Drexel University, USA, Jennie Lavine, Higher Colleges of Technology, United Arab Emirates, Stormy Stark, Pennsylvania State University, USA, Adam Hocker.
- (en) French Heritage Language Vitality in the United States, vol. 10, coll. « Heritage Language Journal », 2013, 316-327 p. (avec J Ross).

## Distinctions
- Chevalier de l'ordre des Palmes académiques (2012)[35],[36],[37].
- Médaille de la reconnaissance du Comité des associations françaises aux États-Unis (2015)
- Prix de la diversité culturelle par l’Organisation internationale de la Francophonie (2016).
- New York Bilingual Fair Leader Award par French Morning (2019)[38].
- The James W. Dodge Foreign Language Advocate Award par NECTFL (2020)[39].